# Muhammad Tajmur
Muhammad Tajmur, Muhammad Taymūr (ur. 1892, zm. 1921 w Kairze) – egipski pisarz arabski.
Był bratem Mahmuda, wraz z którym współtworzył arabską nowelę realistyczną, pozostając pod wpływem Guya de Maupassanta. Pisał opowiadania o tematyce społecznej, dramaty i komedie. jako pierwszy egipski pisarz wykorzystywał w twórczości miejscowy dialekt w celu przybliżenia literatury do codziennego życia. Jego sztuki były jedną z pierwszych prób  wprowadzenia dramatu do arabskiej literatury. Zajmował się również teorią dramatu. Jego dzieła zostały wydane pośmiertnie w czterech tomach przez brata.